# Hypsibius dujardini
Hypsibius dujardini là một loài gấu nước trong bộ Parachaela. Gen Hypsibius dujardini, đã được sắp xếp tại Broad Institute. Hypsibius dujardini cần hai tuần để sản sinh ra một thế hệ. Hypsibius dujardini có thể được bảo quản trong cryo.

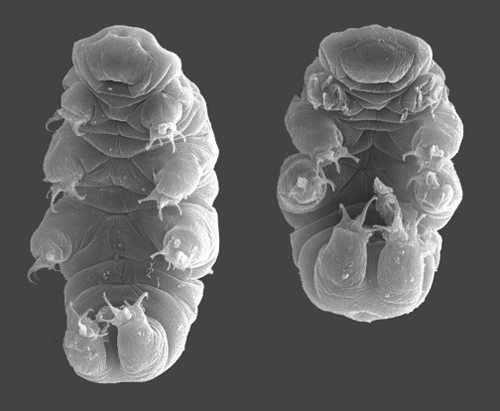